# Одорхею Секуйеск
Одорхею Секуйеск (на румънски: Odorheiu Secuiesc; на унгарски: Székelyudvarhely; на немски: Odorhellen) е вторият по големина град в окръг Харгита, в историческата област Трансилвания, Румъния. Накратко е известен като „Одорхей“ (Odorhei) на румънски и „Удвархей“ (Udvarhely) на унгарски. Унгарското име „Удвархей“ в превод означава „дворно място“.

## Население
Населението на града е 36 948 души, от които 95,7% или 35 359 души са унгарци, което го прави вторият град в Румъния с най-висок дял на унгарското население. Градът е населен и от малцинства румънци (2,91%) и цигани (1,16%).
Движение на бройката на населението според преброяванията в периода 1912 – 2002 г.
50,05% от населението на Одорхею Секуйеск изповядва католицизма. Другите значителни вероизповедания са унгарореформатството (30,14%), униатството (14,71%) и православието (Румънска православна църква, 2,54%)

## История
Градът е бивш административен център на комитат Удвархей и един от историческите центрове на Секейската земя. Първото упоменаване на Одорхею Секуйеск е от 1334 г. в папски регистър. В него той е записан като sacerdos de Oduorhel, което произлиза от унгарското име на града. След 1615 г., когато Габриел Бетлен обновява градските пава, унгарското име е Székelyudvarhely (Секейудвархей).
В Одорхею Секуйеск се провежда първото събрание на секеите през 1357 г. Градската крепост е построена през 1451 г. Тя е обновена и укрепена от Янош Заполски през 1565 г. с цел контрол над секеите. Влашкият княз Михай Храбри прави съюз със секеите и Хабсбургите и разрушава крепостта по време на похода си в Трансилвания от 1599 г. Тя често строена наново и разрушавана впоследствие. Развалините ѝ днес са наречени „Нападаната от секеите крепост“.
Градът е исторически част от подобластта Секейска земя на Трансилвания. До административната реформа в Трансилвания през 1876 г. е седалище на окръг Удвархейсек, а оттогава е административен център на комитат Удвархей в Кралство Унгария. След Трианонския договор от 1920 г. влиза в границите на Румъния и през междувоенния период е седалище на окръг Одорхей. През 1940 г. Второто виенско споразумение предава Северна Трансилвания, част от която е Одорхею Секуйеск, на Унгария, от която той е част до 1944 г. Румъния получава управление над него след съветската окупация, а официално става част от нея през 1947 г. според Парижкия мирен договор. Между 1952 и 1960 г. попада в Унгарската автономна област, а в периода 1960 – 1968 г. от Муреш-Унгарската автономна област. Оттогава нататък влиза в състава на окръг Харгита.
Одорхею Секуйеск и околните села тежко пострадват от наводнение през август 2005 г.
На 22 май 2004 г. в града е открит парк със статуи на исторически личности, важни за секейската общност. Румънската преса определя една от статуите, наречена „Скитащият секеин“, като спорния поет и писател Алберт Вас, което предизвиква скандал.

## Личности
- Мозес Секели (1553 – 1603), княз на Трансилвания
- Ищван Лакатош (ок. 1620 – ?), историк
- Петер Йотвьош (р. 1944), композитор
- Ласло Райк (1909 – 1949), комунист
- Шандор Томча (1897 – 1963), поет
- Дьорд Чанад (1895 – 1942), автор на Секейския химн
- Андраш Чики (р. 1930), актьор
- Золтан Фейер-Конерт (р. 1978), немски играч на тенис на маса